# 小川周一郎
小川 周一郎（おがわ しゅういちろう、1966年2月15日 - ）は、日本の経営者。西武鉄道代表取締役社長。

## 経歴
群馬県出身、1989年に早稲田大学教育学部を卒業し、西武鉄道に入社した。
- 1989年　早稲田大学教育学部卒業
- 1989年　西武鉄道株式会社入社
- 2007年　株式会社西武ライオンズ取締役 コンプライアンス室長
- 2008年　株式会社西武ライオンズ 取締役
- 2010年　株式会社西武ライオンズ 取締役経営企画部長
- 2010年　西武鉄道株式会社 鉄道本部運輸部長
- 2015年　西武鉄道株式会社 執行役員 鉄道本部運輸部長
- 2016年　西武鉄道株式会社 取締役上席執行役員 鉄道本部運輸部長
- 2017年　株式会社西武ホールディングス執行役員 人事部長
- 2017年　株式会社プリンスホテル  取締役上席執行役員
- 2017年　株式会社西武ホールディングス 取締役上席執行役員 人事部長
- 2019年　株式会社プリンスホテル 取締役常務執行役員
- 2022年　株式会社西武ホールディングス 取締役常務執行役員人事部長
- 2022年　西武鉄道株式会社 取締役常務執行役員
- 2022年　株式会社西武・プリンスホテルズワールドワイド 取締役常務執行役員
- 2023年　株式会社西武ホールディングス 取締役
- 2023年　西武鉄道株式会社 代表取締役社長（現任）